# Marktsondierung
Eine Marktsondierung (englisch: market sounding) ist in der Wirtschaft die Übermittlung von Informationen im Vorfeld einer Kapitalmarkttransaktion an potenzielle Anleger, um das Interesse des Markts und damit die Erfolgsaussichten abschätzen oder die Attraktivität des eigenen Angebots bewerten zu können.

## Allgemeines
Die etablierte Praxis der Marktsondierung dient der Auslotung der Investoreninteressen an einer anstehenden Kapitalmarkttransaktion. Eine solche Transaktion kann etwa eine geplante Emission von Anteilen aus einer Kapitalmaßnahme sein, die der Emittent auf dem Markt platzieren will. In der Praxis werden diese Marktsondierungen oft kurz vor der Ankündigung einer Kapitalmaßnahme oder einer öffentlichen Übernahme durchgeführt. Marktsondierungen sind vor allem bei der Wertpapierplatzierung im bookbuilding-Verfahren ein wichtiger Bestandteil der Transaktion.
Der die Information veröffentlichende Marktteilnehmer wird disclosing market participant („DMP“) genannt. Der die Information erhaltende Marktteilnehmer wird dagegen market sounding recipient ("MSR") genannt.

## Rechtsfragen
Rechtliche Fragen ergeben sich für den DMP vor allem im Rahmen von Kapitalmarkttransaktionen. Denn bei börsennotierten DMP stellen die zu übermittelnden Informationen regelmäßig Insiderinformationen dar. Grundsätzlich ist eine Offenlegung von Insiderinformationen jedoch von Artikel 10 der Marktmissbrauchsverordnung ("MAR") untersagt. Nach dieser Regelung ist die Offenlegung nur dann zulässig, wenn die Offenlegung im Zuge der normalen Ausübung einer Beschäftigung oder eines Berufs oder der normalen Erfüllung von Aufgaben geschieht (Artikel 10 MAR). An diese Ausnahme knüpft Artikel 11 Abs. 4 der MAR an. Diese Privilegierung befreit die beteiligten Marktteilnehmer (DMP, MSR) jedoch nicht vom Insiderhandelsverbot gemäß Art. 14 Buchst. a) MAR. Ferner unterliegt der MSR insbesondere auch weiterhin dem Offenlegungsverbot gemäß Art. 14 Buchst. c) MAR.
Wenn eine Marktsondierung unter Einhaltung der Vorschriften des Art. 11 Abs. 3 und 5 erfolgt, wird diese als Weitergabe im normalen Geschäftsgang nach Art. 10 Abs. 1 betrachtet. Diese Vorschriften (Artikel 11 Abs. 3 und 5 MAR) enthalten detaillierte Regelungen, wie eine Marktsondierung abzulaufen hat. Dies umfasst insbesondere schriftliche Aufzeichnungen über die konkrete Marktsondierung und die Einholung der Zustimmung des die Insiderinformation erhaltenden MSR unter der Belehrung, dass dieser dann ebenfalls den für Insiderinformationen geltenden Restriktionen unterliegt (Artikel 11 Abs. 5 MAR).

## Wirtschaftliche Aspekte
Die Marktsondierung soll einen „Markttest“ der Investorenerwartungen ermöglichen. Marktsondierungen sind daher entsprechend der Erwägungsgründe der MAR wichtig für das ordnungsgemäße Funktionieren der Finanzmärkte. Denn eine Marktsondierung ermöglicht es dem DMP, eine eventuell fehlende Attraktivität der Angebotsbedingungen seiner Kapitalmarkttransaktion frühzeitig zu erkennen. Diese können dann noch entsprechend geändert und eine schädliche Absage einer bereits angekündigten Transaktion vermieden werden. Das gilt insbesondere, wenn das Vertrauen in die Märkte geschwächt ist, wenn relevante Marktreferenzwerte fehlen oder wenn die Märkte Schwankungen unterworfen sind. Die Erfolgswahrscheinlichkeit einer Platzierung in einem volatilen oder illiquiden Markt oder bei einer schwierigen Equity Story eines Unternehmens kann auf diese Weise erhöht werden.